# 牛津古典时代晚期词典
《牛津古典时代晚期词典》（英语：Oxford Dictionary of Late Antiquity，简称ODLA）是第一部囊括古典时代晚期历史、文化、信仰、生活等多个方面的的跨学科综合参考书。其收纳范围主要包括公元250年-750年的欧洲、地中海地区、近东的相关事物。奥利弗·尼科尔森（Oliver Nicholson）担任主编，共有400多人参与编写，2018年正式出版。该书的出版，补上了《牛津古典时代词典》和《牛津中世纪词典》（Oxford Dictionary of the Middle Ages）之间的空白。该书印刷版分两卷，第一卷由字母A到字母I，第二卷从字母J到字母Z。